# 46-os főút
46-os főút (ungarisch für ‚Hauptstraße 46‘) ist eine ungarische Hauptstraße. Sie beginnt in Törökszentmiklós an der 4-es főút und führt in südöstlicher Richtung durch die Große Ungarische Tiefebene in das 30 km entfernte Mezőtúr. Vor Gyomaendrőd überquert sie die Körös (deutsch: Kreisch); im Stadtteil Endrőd zweigt die 443-as főút nach Szarvas ab. Die Straße führt weiter nach Mezőberény, wo sie auf die 47-es főút trifft und endet. Ihre Fortsetzung nach Békés bildet die 470-es főút. Die Gesamtlänge beträgt 66 Kilometer.